# 204-й батальон шуцманшафта
204-й украинский (галицкий) батальон шуцманшафта (нем. 204 Batalion Schutzmannschaft, укр. 204-й український шуцманшафт батальйон) — украинский батальон шуцманшафта, действовавший с 1943 по 1944 годы.

## Краткая история
Образован в районе Львова (Дистрикт Галиция) в январе—феврале 1943 года. Большинство личного состава составляли украинцы, но там присутствовала и часть немцев. На 1 февраля 1944 года личный состав батальона насчитывал 32 старших офицера (8 немцев), 8 младших офицеров (2 немца), 232 солдата (58 немцев), 16 переводчиков и 8 водителей. Немецкие бойцы были преимущественно из 12-го военного округа (Висбаден) и 1896 года рождения.
Целью батальона была борьба против еврейских и советских партизан, сопротивлявшихся немецкой оккупации. Считается, что батальон охранял концлагерь Пусткув, в котором заключённые якобы занимались сборкой деталей для ракет V-1 и V-2. В июле 1943 года батальон был расширен до 800 человек за счёт добровольцев, шедших в 14-ю гренадерскую дивизию СС «Галичина».
В адрес батальона деятели ОУН-УПА направляли в 1943 и 1944 годах листовки и открытые письма, призывавшие прекратить сотрудничество с немцами и перейти на сторону повстанцев ОУН-УПА, однако служащие шуцманшафта не поддержали призыв националистов. В конце июля 1944 года личный состав батальона был переведён в резерв 14-й дивизии СС.